# Musca (film din 1958)

The Fly este un film SF de groază american din 1958 regizat de Kurt Neumann pentru 20th Century Fox. În rolurile principale joacă actorii Vincent Price, Patricia Owens, Herbert Marshall. Scenariul este realizat de George Langelaan și James Clavell după o povestire omonimă de George Langelaan.
A fost urmat de două continuări, Return of the Fly și Curse of the Fly. A fost refăcut în 1986 sub același nume.

## Actori
- David Hedison este Andre Delambre
- Patricia Owens este Helene Delambre
- Vincent Price este Francois Delambre
- Herbert Marshall este Inspector Charas
- Kathleen Freeman este Emma
- Betty Lou Gerson este Sora Andersone
- Charles Herbert este Philippe Delambre